# 幽默曲
幽默曲是19世纪以后逐渐兴起的一种音乐体裁，多采用2/4或4/4拍子，以段落的表情极富变化为特征。

## 德沃夏克的幽默曲

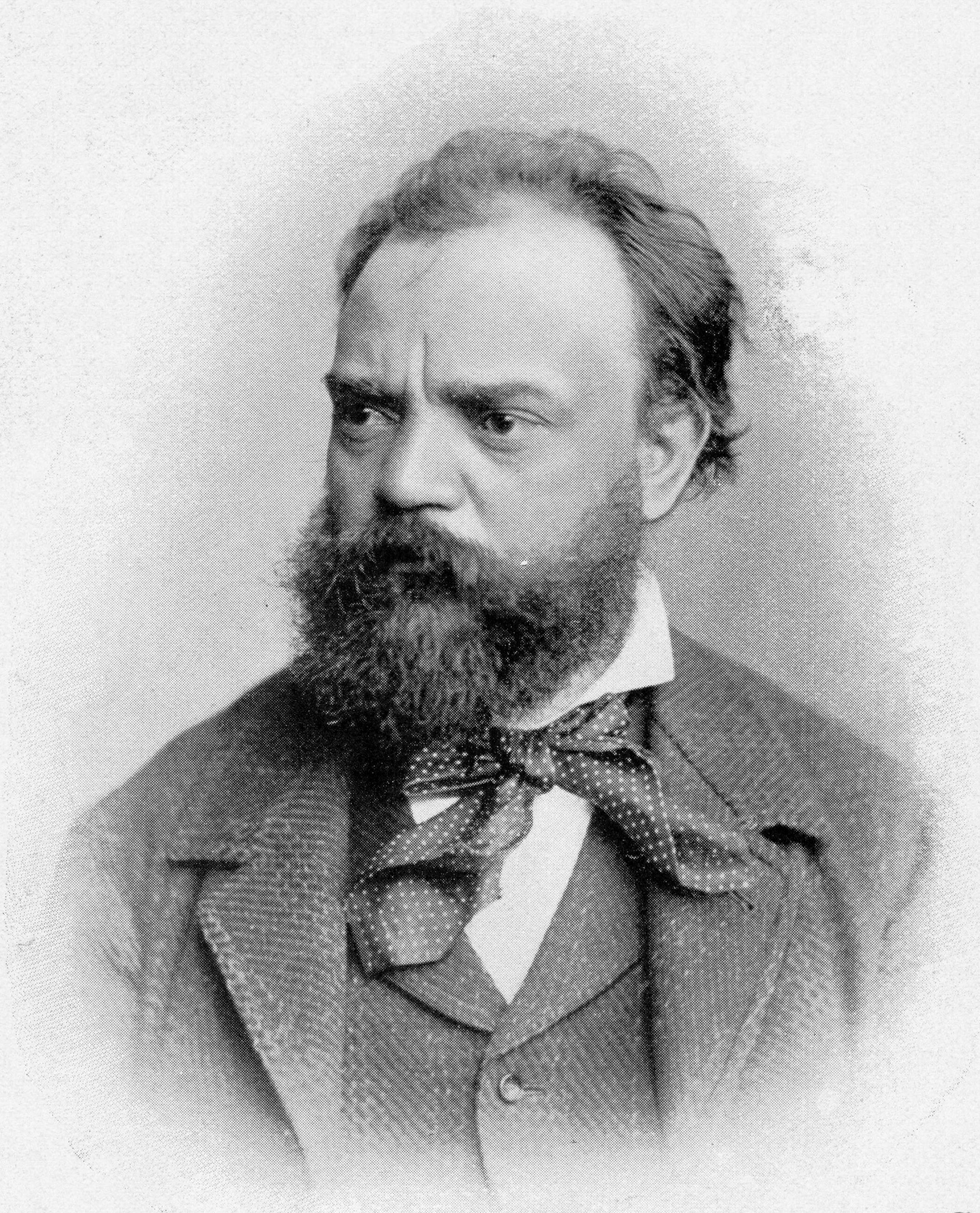
德沃夏克

捷克音樂家德沃夏克在1894年创作，當時他在捷克苇梭卡地区度假，其间一连写了8首幽默曲，皆为钢琴独奏小品，其中尤以第7首最为有名。原曲以钢琴独奏曲形式为人们所喜爱，由美國籍奧地利小提琴家弗里茨·克莱斯勒改编的小提琴独奏曲似乎更为人们所熟悉。此曲曾被改编为管弦乐和其他各种乐器的独奏曲，有人为本曲撰写了哀伤或充满朝气的歌词。有人認為此曲更类似小夜曲，没有任何幽默成分在内。